# Gerard Mathot
Gerardus Leonardus Mathot (Boskoop, 9 juli 1911 – Nijmegen, 10 mei 2000) was een Nederlands priester, schilder, tekenaar, beeldhouwer en kunstnijveraar.

## Leven en werk
Gerard Mathot was een zoon van vertegenwoordiger Leonardus Hermanus Mathot (1882-1958) en Wilhelmina Margaretha Wildenburg (1885-1954). Hij studeerde aan de seminaries van de redemptoristen en werd in 1936 door bisschop Lemmens tot priester gewijd. Hij kreeg vervolgens een opleiding in de kunst bij het Genootschap Kunstoefening in Arnhem (1937-1940), onder leiding van Gijs Jacobs van den Hof. Hij woonde in het redemptoristenklooster in Wittem. Tijdens de Tweede Wereldoorlog leerde Mathot de beginnende schilder Aad de Haas kennen, die hij in contact bracht met de pastoor van de Sint Cunibertuskerk te Wahlwiller. De Haas schilderde kruiswegstaties voor de kerk en maakte illustraties bij een boekje met lijdensmeditaties van Mathot, dat begin 1949 verscheen. Nadat er controverse was ontstaan over de kruisweg van De Haas, verbood het Heilig Officie in Rome Mathots boekje. Op last van het bisdom Roermond werd daarop opdracht gegeven de staties (die werden gezien als 'ontaarde kunst') te verwijderen. De Haas werd bijna 50 jaar later postuum gerehabiliteerd.
In 1950 verhuisde Mathot naar Nijmegen, waar hij in 1958 aan de katholieke universiteit zijn studie theologie voltooide. Hij woonde in het Neboklooster. Als kunstenaar tekende, schilderde en beeldhouwde Mathot en maakte hij christelijk-religieuze kunst, figuurvoorstellingen en liturgisch werk. In de jaren zestig ontwierp hij ook wandkleden, waaronder een kruisweg voor de Nebokerk, die veelal werden uitgevoerd door Hein ten Horn. Mathot was lid van de Algemene Katholieke Kunstenaarsvereniging.
Vanaf 1956 was Mathot als ziekenhuispastor en vanaf 1972 als rector verbonden aan de Sint Maartenskliniek in Nijmegen. Begin jaren 60 werd hij broederprefect en in 1966 biechtvader van de fraters van het blindeninstituut Henricus. In 1976 ging hij met pensioen. In 1992 werd Mathot benoemd tot ridder in de Orde van Oranje-Nassau.
Mathot overleed in 2000 op 88-jarige leeftijd. Het archief van Mathot is ondergebracht bij het Katholiek Documentatie Centrum van de Radboud Universiteit in Nijmegen.

## Enkele werken
- 1951 Den gevallenen, verzetsmonument op de Eyserlinde, Wittem
- 1959 wandkleden (1959-1969), kruisweg (1961), kerstgroep (1963-1967) en andere werken voor de Nebokerk, Nijmegen[8]
- 1960 beeldhouwwerk van de uitzending van de apostelen', boven de ingang van het seminarie, Neboklooster, Nijmegen
- 1961 Sint Jozef met kind en duiven, Lentiusstraat (St. Jozefhof), Nijmegen. Verplaatst naar de Heemraadstraat, bij woonzorgcentrum Boszicht.
- 1977 bronsreliëf Johannes Nepomucenus Neumann, Neboklooster, Nijmegen
- 1977-1978 houten beeld van Gerardus Majella voor de Sint-Bartholomaeuskerk in Beek
- 1980 reliëfportret van dr. E.M. Bingen, Sint Maartenskliniek, Nijmegen
- 1980 beeldje Thomas More, Sir Thomas More hof, Radboud Universiteit
- 1980 beeldje Jacob en de engel, Sint-Janscentrum, 's-Hertogenbosch
- 1982 drie glas-in-loodramen voor de Cenalkerk, Heilig Landstichting
- 1982 De rouwklacht van Maria en De twee jongelingen van Paasmorgen (1982-1983), beelden aan weerszijden van de ingang van de begraafplaats bij het Neboklooster, Nijmegen
- 1982 reliëfportret van Peerke Donders, Neboklooster, Nijmegen
- 1985 standbeeld van Titus Brandsma (oorlogsmonument), Thomas van Aquinostraat, Nijmegen

## Fotogalerij

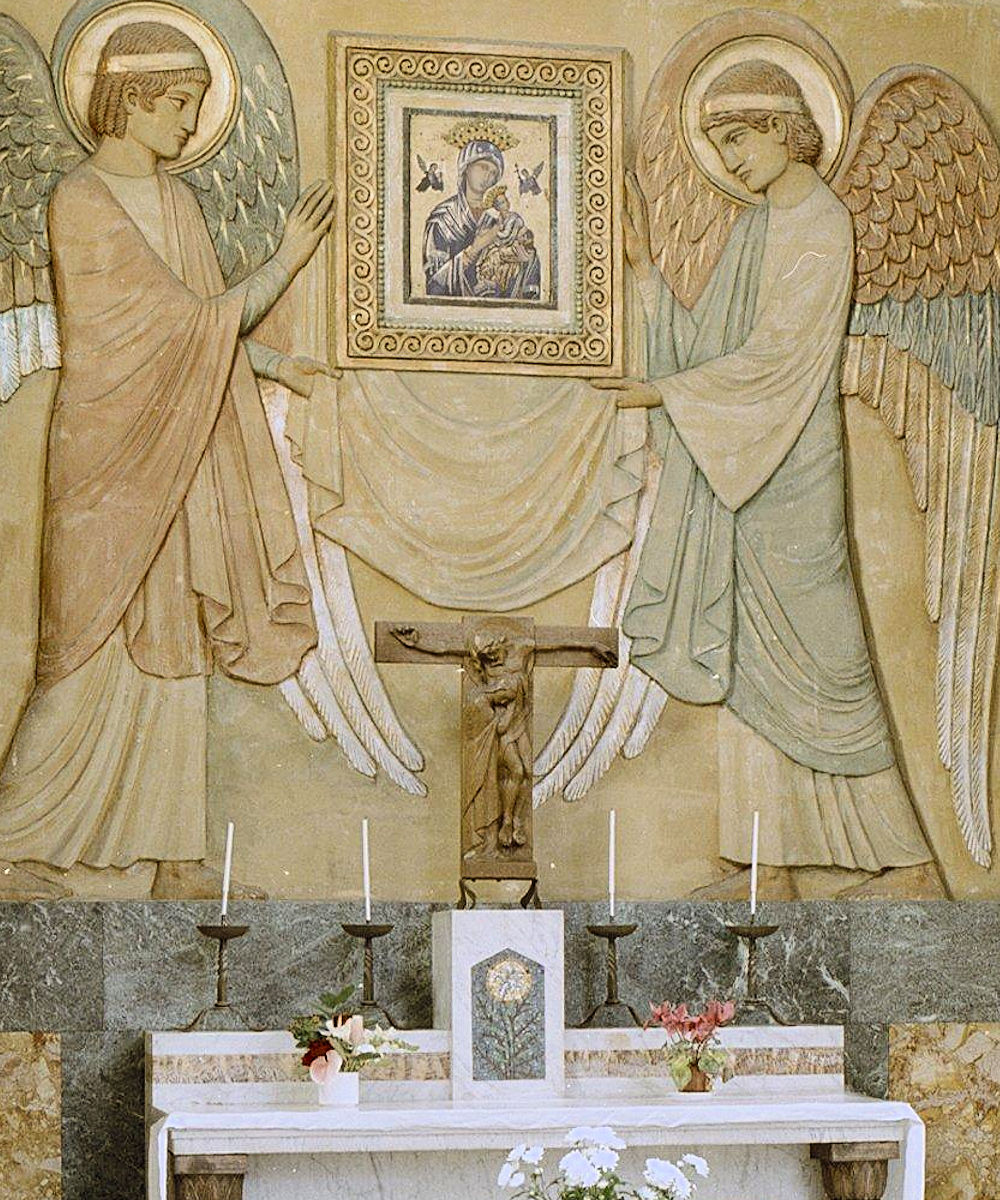
Maria-altaar in het Neboklooster, met altaarkruis van Mathot (1938)
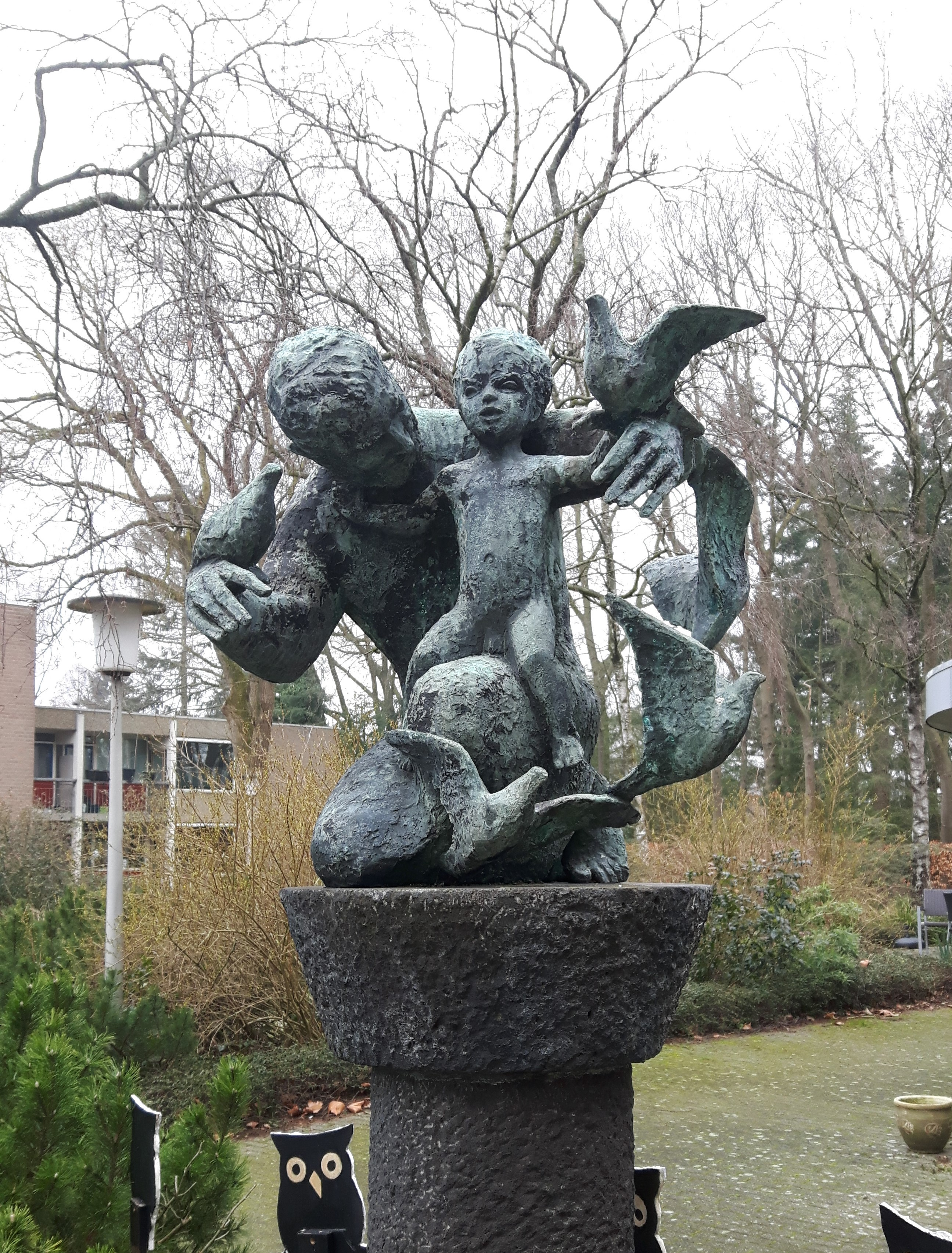
Sint Jozef met kind en duiven (1961)
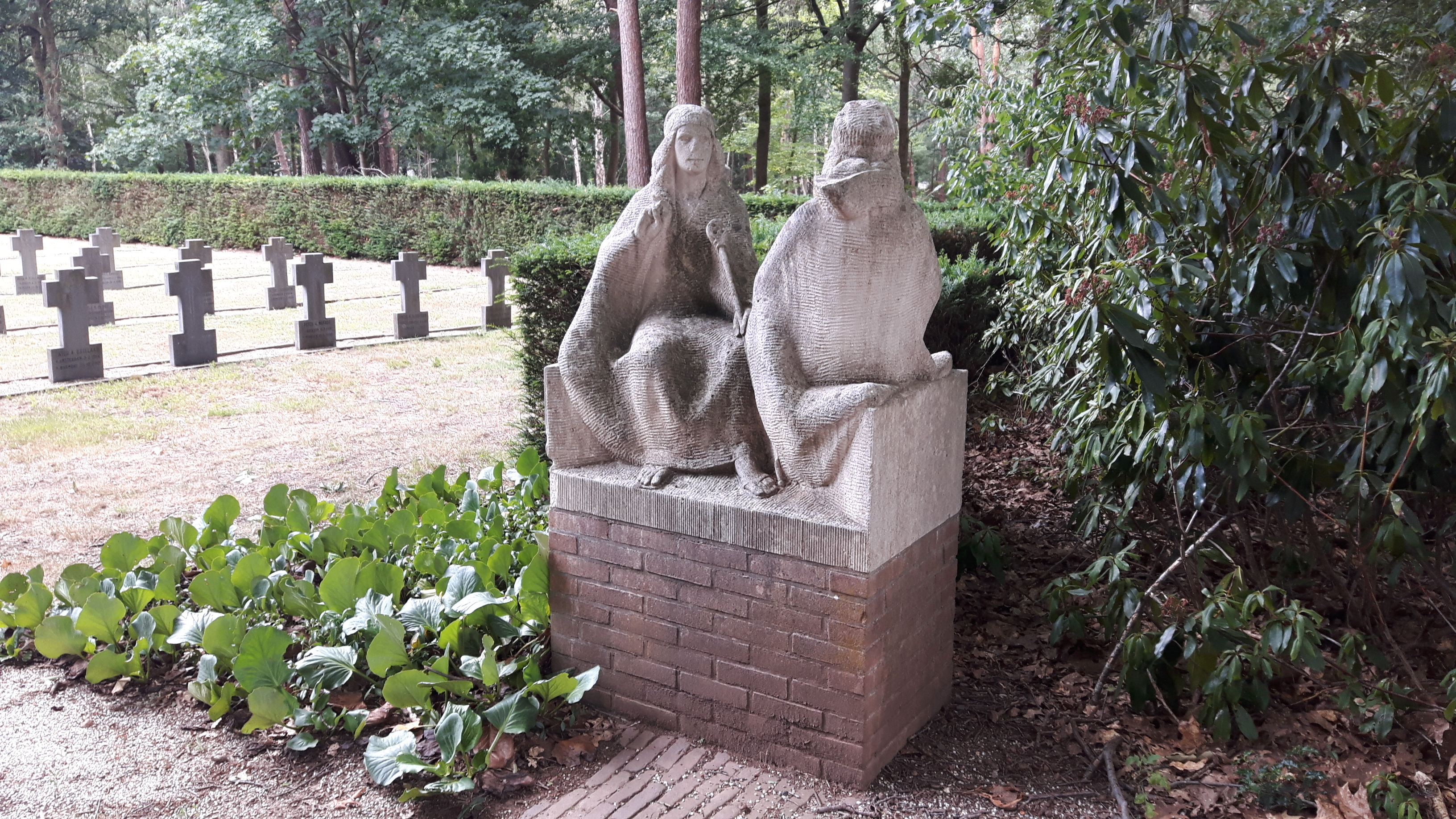
De twee jongelingen van Paasmorgen (1982-1983)
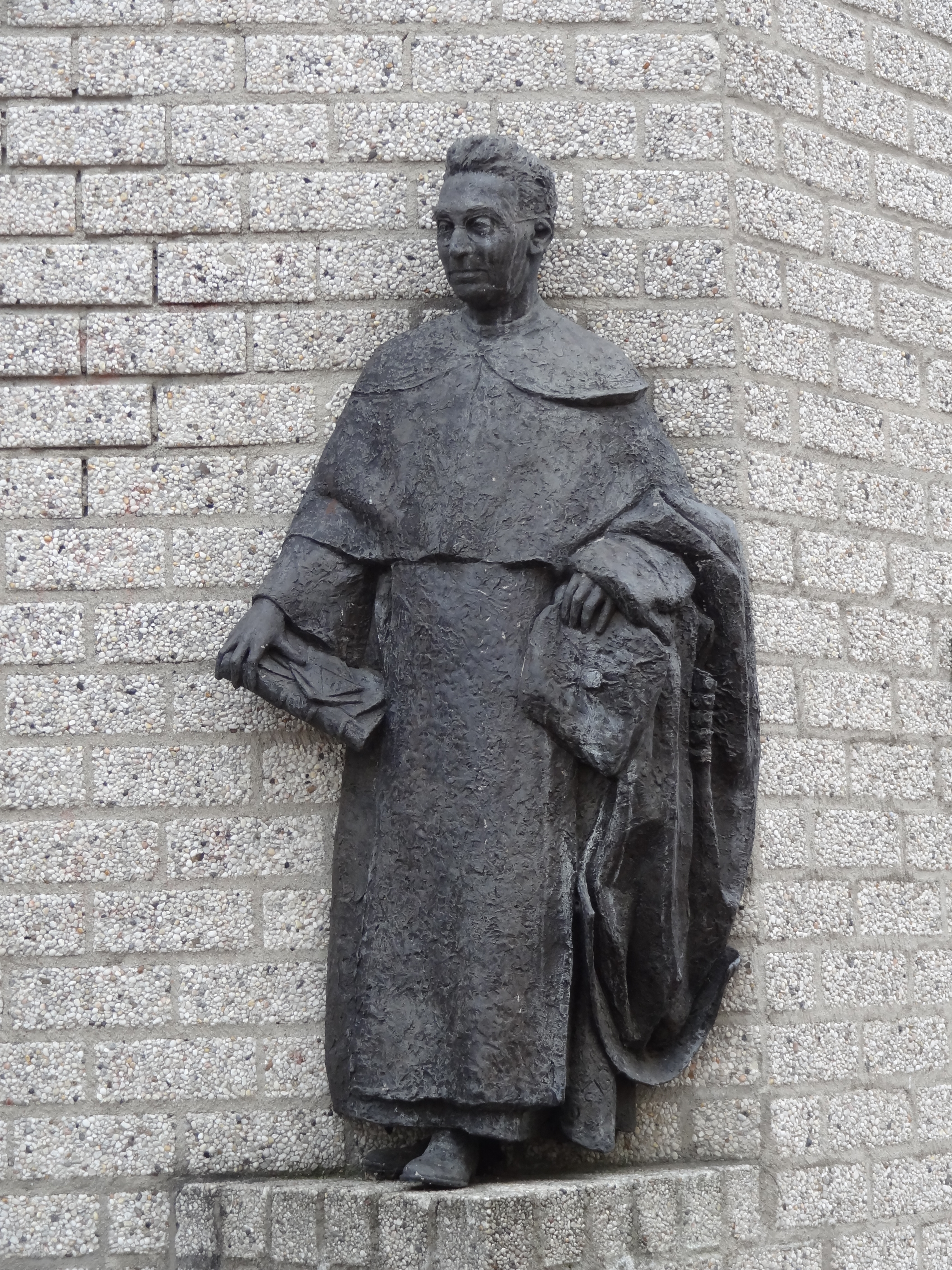
Titus Brandsma (1985)